# Marcos Riveros
Marcos Antonio Riveros Krayacich (Asunción, 4 settembre 1988) è un calciatore paraguaiano, centrocampista del Nacional Asunción.